# Robert Sérot
Pour les articles homonymes, voir Sérot.
Robert Sérot est un homme politique français, né le 18 février 1885 à Saint-Dizier (Haute-Marne) et mort le 28 mars 1954 à Paris.

## Biographie
Issu d'une vieille famille originaire de Metz, il obtient son diplôme d’ingénieur agronome et devient inspecteur des eaux et forêts. Durant la Première Guerre mondiale il obtient une croix de guerre et participe à des combats en Orient. Il est représentant des armées alliées auprès de Mihály Károlyi chef du gouvernement hongrois en 1918 puis devient un ambassadeur à Genève dans la Société des Nations. Il est ensuite élu député en 1919 dans la Moselle après s'être installé à Metz sur la liste de l'Union républicaine lorraine et se retrouve réélu jusqu'en 1940. Ami de Louis Marin et proche de la Fédération républicaine. Il est président de la commission des Mines de potasse d'Alsace et vice-président de la commission des marchés de guerre et participe à de nombreuses discussions à la Chambre. En 1930, il est élu au conseil général de la Moselle dans le canton de Pange et en devient le président en 1936 après la mort de Guy de Wendel.
En tant que sous-secrétaire d'État à l'agriculture, Robert Sérot est à l'origine d’une loi du 16 avril 1930, amendée trente ans plus tard par le sénateur girondin Max Monichon inscrit à la loi de Finances du 28 décembre 1959, dite « loi Sérot-Monichon » accordant une réduction importante des droits de mutation portant sur les bois et forêts, à condition que les nouveaux propriétaires s’engagent à maintenir une bonne gestion pendant 30 ans.
Le 10 juillet 1940, il vote les pleins pouvoirs au Maréchal Pétain. Il est amnistié et élu en 1945 lors de la première constituante sur une liste d'entente républicaine de Robert Schuman et s'inscrit dans le groupe du Mouvement républicain populaire. Il ne se présente pas à la Constituante puis aux législatives de 1946 mais il est désigné le 8 décembre 1946 par l'Assemblée nationale comme Conseiller de la République où il préside le groupe des républicains indépendants. Les 8 mai 1947 et 14 janvier 1948,, il est porté à la vice-présidence du Conseil jusqu'en novembre 1948. Il dépose six propositions de loi ou résolutions, qu’il dépose entre 1947 et 1948, concernent le droit de contrôle législatif du Conseil de la République, l’accord à Madame la générale Leclerc d’une pension exceptionnelle, l’attribution de prêts par le Crédit agricole mutuel pour la reprise de l’activité agricole, la législation sur les loyers des locaux professionnels et d’habitation, le classement hiérarchique des emplois permanents de l’Etat et la retraite des fonctionnaires. Il est candidat à sa réélection, cette fois en circonscription, en 1948 sur une liste mosellane en concurrence avec le Rassemblement du peuple français mené par René Schartz qui gagne les trois sièges. Il est ensuite conseiller de l'Union française jusqu'à sa mort le 28 mars 1954.. 
- Frère de André Serot et père de neuf enfants[réf. nécessaire]

## Détail des fonctions et des mandats
- Député URD de la Moselle de 1919 à 1940 et de 1945 à 1946
- Conseiller de la République de la Moselle de 1946 à 1948
- Sous-secrétaire d'État à l'Agriculture du 3 novembre 1929 au 21 février 1930 dans le gouvernement André Tardieu (1)
- Sous-secrétaire à l'Agriculture du 2 mars au 13 décembre 1930 dans le gouvernement André Tardieu (2)

## Décorations
- Chevalier de la Légion d'honneur (2 février 1940)
- Croix de guerre 1914-1918, étoile de vermeil

## Source
- Dir. Jean El Gammal, François Roth et Jean-Claude Delbreil, Dictionnaire des Parlementaires lorrains de la Troisième République, Metz, Serpenoise, 2006 (ISBN 2-87692-620-2, OCLC 85885906, lire en ligne), p. 313-314